# Глишик
Гли́шик (мак. Глишиќ) — село у Північній Македонії, у складі общини Кавадарці Вардарського регіону.
Населення — 1562 особи (перепис 2002) в 455 господарствах.